# Pearl City (Illinois)
Pearl City – wieś w Stanach Zjednoczonych, w stanie Illinois, w hrabstwie Stephenson.